# Kazuhisa Irii
Kazuhisa Irii (jap. 入井 和久 Irii Kazuhisa; ur. 18 października 1970) – japoński piłkarz występujący na pozycji obrońcy.

## Kariera klubowa
Od 1989 do 1997 roku występował w klubach Honda FC, Kashima Antlers, Kashiwa Reysol i Brummell Sendai.